# Liste der Kulturdenkmäler in Wirft
In der Liste der Kulturdenkmäler in Wirft sind alle Kulturdenkmäler der rheinland-pfälzischen Ortsgemeinde Wirft einschließlich des Ortsteils Kirmutscheid aufgeführt. Grundlage ist die Denkmalliste des Landes Rheinland-Pfalz (Stand: 12. Juni 2023).

## Denkmalzonen
| Bezeichnung                           | Lage                                   | Baujahr | Beschreibung                                                              | Bild            |
| ------------------------------------- | -------------------------------------- | ------- | ------------------------------------------------------------------------- | --------------- |
| Denkmalzone Kirche, Pfarrhaus, Schule | Kirmutscheid, Kirchweg 2, 5 und 6 Lage | ab 1500 | bauliche Gesamtanlage aus Kirche mit Friedhof, Pfarrhaus und alter Schule | Fotos hochladen |

## Einzeldenkmäler
| Bezeichnung                            | Lage                                          | Baujahr                 | Beschreibung                                                                                                 | Bild                           |
| -------------------------------------- | --------------------------------------------- | ----------------------- | --- | ------------------------------ |
| Grabkreuz                              | Wirft, westlich des Ortes an der L 10 Lage    | 1677                    | Grabkreuz, bezeichnet 1677                                                                                   | BW                             |
| Pfarrhaus                              | Kirmutscheid, Kirchweg 2 Lage                 | 1709                    | ehemaliges Pfarrhaus; Krüppelwalmdachbau, 1709, zwei Fachwerkscheunen; Gesamtanlage                          | Fotos hochladen                |
| Katholische Pfarrkirche St. Wendelinus | Kirmutscheid, Kirchweg 5 Lage                 |                         | spätgotischer Saalbau, um 1500, unter Verwendung älterer Teile, Vorhalle um 1700; Gesamtanlage mit Friedhof  | weitere Bilder Fotos hochladen |
| Grabkreuze und -platten                | Kirmutscheid, Kirchweg, auf dem Friedhof Lage | 17. bis 19. Jahrhundert | sechs Grabkreuze, 17. bis 19. Jahrhundert; zwei Grabplatten, 17. Jahrhundert; Wegekreuz, Nischentyp, um 1700 | Fotos hochladen                |
| Schulhaus                              | Kirmutscheid, Kirchweg 6 Lage                 | 1829                    | ehemalige Schule; Fachwerkhaus, teilweise massiv und verschiefert, bezeichnet 1829                           | Fotos hochladen                |